# Okręty podwodne typu 206
Okręty podwodne typu 206 – współczesne niemieckie okręty podwodne o napędzie diesel-elektrycznym opracowane przez stocznię Howaldtswerke-Deutsche-Werft AG. Projekt bazował na wcześniejszych jednostkach typu 205. Pierwszy okręt serii U-13 wszedł do służby w kwietniu 1973. Zbudowano 18 okrętów tego typu, do 2010 roku w służbie było 6 zmodernizowanych okrętów tego typu, oznaczonych jako typ U-206A, dwa z nich wycofano z eksploatacji do końca 2010, a cztery ostatnie pożegnano 31 marca 2011. Wszystkie wycofane w 2011 okręty sprzedano Kolumbii, w tym dwa U-206A przejęto oficjalnie 28 sierpnia 2012, do służby w Armada de la República de Colombia mają wejść jako ARC „Intrépido” i ARC „Indomable”, dwie kolejne jednostki przekazano jako skarbnica części.
Niemiecki okręt U-17 (S196), wycofany ze służby 14 grudnia 2010 roku znajduje się w Muzeum Techniki w Sinsheim. Cała operacja przewozu ładunku ze Spiry (gdzie znajdowała się od 2023 roku) do muzeum w Sinsheim rozpoczęła się 30 czerwca 2024, a w niedzielę 28 lipca zakończono transport, który cieszył się ogromnym zainteresowaniem.